# راغودة بيضاء الأطراف
راغودة بيضاء الأطراف (الاسم العلمي: Rhagodes albolimbata) هي نوع من العنكبوتيات يتبع جنس الراغودة من الفصيلة الراغودية.